# Łucznictwo na Letnich Igrzyskach Olimpijskich 1900
Zawody w łucznictwie na Letnich Igrzyskach Olimpijskich 1900 w Paryżu rozegrane zostały po raz pierwszy w historii igrzysk olimpijskich. W finałach zawodów uczestniczyło 153 łuczników z 3 państw, jednak jedynie 24 jest znanych z nazwiska. 
Międzynarodowy Komitet Olimpijski uznaje siedem konkurencji za olimpijskie, jednak w czasie trwania igrzysk w ramach wystawy światowej odbyło się wiele innych wydarzeń łuczniczych. We wszystkich rozgrywkach startowało ponad 5000 zawodników.
Eliminacje do zawodów odbyły się w maju, natomiast finały w lipcu i sierpniu w Lasku Vincennes.
Indywidualnie najwięcej medali (4) zdobył belgijski łucznik Hubert Van Innis.

## Uczestnicy

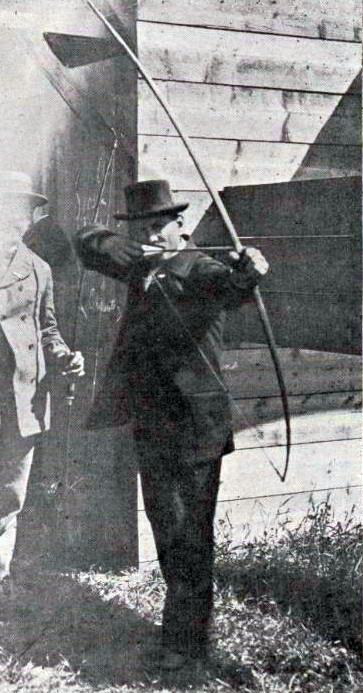
Nieznany łucznik podczas zawodów

W finałach zawodów uczestniczyło 153 łuczników z 3 państw:
- Belgia (18)
- Francja (129)
- Holandia (6)

Udało się ustalić, że w łucznictwie startowali na pewno: Francuz Désiré Nave i następujący reprezentanci Holandii: Johannes van Gastel, Josephus Heerkens, Franciscus Hexspoor, Henricus Mansvelt, Petrus Nouwens oraz Johannes Stovers. Nie są jednak znane ani konkurencje, w których startowali, ani ich wyniki.

## Medaliści
| Konkurencja                             | Złoto            | Srebro                         | Brąz           |
| --------------------------------------- | ---------------- | ------------------------------ | -------------- |
| Au chapelet (33 m) (szczegóły)          | Hubert Van Innis | Victor Thibault                | Frédèric Petit |
| Au chapelet (50 m) (szczegóły)          | Eugène Mougin    | Henri Helle                    | Émile Mercier  |
| Au cordon doré (33 m) (szczegóły)       | Hubert Van Innis | Victor Thibault                | Frédèric Petit |
| Au cordon doré (50 m) (szczegóły)       | Henri Hérouin    | Hubert Van Innis               | Émile Fisseux  |
| Championnat du monde (szczegóły)        | Henri Hérouin    | Hubert Van Innis               | –              |
| Sur la perche à la herse (szczegóły)    | Emmanuel Foulon  | Émile Druart Auguste Serrurier | –              |
| Sur la perche à la pyramide (szczegóły) | Émile Grumiaux   | Auguste Serrurier              | Louis Glineur  |

## Tabela medalowa
| Lp.   | Państwo       | Złoto | Srebro | Brąz | Razem | Źródło |
| ----- | ------------- | ----- | ------ | ---- | ----- | ------ |
| 1     | Francja (FRA) | 4     | 5      | 4    | 13    | [ 1 ]  |
| 2     | Belgia (BEL)  | 3     | 3      | 1    | 7     | [ 1 ]  |
| Razem | Razem         | 7     | 8      | 5    | 20    |        |